# مارغريت سانت كلير
مارغريت سانت كلير (بالإنجليزية: Margaret St. Clair)‏ (17 فبراير 1911، هتشنسون في الولايات المتحدة - 22 نوفمبر 1995، سانتا روسا في الولايات المتحدة)؛ كاتِبة وروائية أمريكية.

## روابط خارجية
- مارغريت سانت كلير على موقع IMDb (الإنجليزية)
- مارغريت سانت كلير على موقع كينوبويسك (الروسية)